# Pavlova Ves
Pavlova Ves é um município da Eslováquia, situado no distrito de Liptovský Mikuláš, na região de Žilina. Tem 6,83 km² de área e sua população em 2018 foi estimada em 267 habitantes.

## Demografia
| Ano:        | 1994 | 2004    | 2014   | 2024    |
| ----------- | ---- | ------- | ------ | ------- |
| Broj ljudi: | 281  | 252     | 251    | 281     |
| Razlika:    |      | -10,32% | -0,39% | +11,95% |

| Ano:               | 2023 | 2024   |
| ------------------ | ---- | ------ |
| Número de pessoas: | 284  | 281    |
| Diferença:         |      | -1,05% |